# Loi de Gladstone
La loi de Gladstone ou relation de Gladstone-Dale est une loi physique empirique qui relie l'indice de réfraction n d'un gaz à sa masse volumique.  Elle détermine que n-1 est proportionnel à la masse volumique ρ :
{\displaystyle n-1={\mathcal {K}}\rho }
où K est une constante,.On vérifie expérimentalement que l'indice n de l'air vérifie la relation {\displaystyle (n-1)T=0.082K}

## Applications

### Gaz parfait
Dans l'approximation d'un gaz parfait, l'indice de réfraction est lié à la température T et à la pression P par
{\displaystyle (n-1)T={\mathcal {K}}^{\prime }P},
où K' est une constante.  Dans le cadre de petites variations, on en déduit
{\displaystyle \Delta n={\frac {{\mathcal {K}}^{\prime }}{T}}\left(\Delta P-{\frac {P}{T}}\Delta T\right)}